# Lucius Licinius Crassus
Lucius Licinius Crassus, född 140 f.Kr., död 91 f.Kr., var en romersk statsman.
Crassus hade förmodligen tjänstgjort som pretor 98 f.Kr. och valdes till konsul 95 f.Kr.. Han var censor året före sin plötsliga död. Crassus var berömd som talare, och ansågs utmärkas av både kraft och finhet i framställningssättet. Det var han, som av Cicero skildrades i boken "Om talaren".